# Жак Каладжян
Жак Каладжян (фр. Jacques Kalaydjian более известный как Жика (фр. Jicka) псевдоним) (17 июня 1925, Ле Ренси, Франция — 15 мая 2005, Лизьё, Франция), французско-армянский карикатурист, который в основном известен серией Les Pieds Nickelés.

## Биография
В молодости Жак Каладжян работал в разных профессиях. Он был сапожником, кондитером, радиоремонтником и второстепенным актёром. Наконец, в 1941 году он стал карикатуристом газеты L'Épicier.
В 1946 году он опубликовал свой первый комикс в Cadet Journal с Les Aventures du Petit Dédé, затем в следующем году он появился на страницах Almanach Vermot.
В 1948 году Жика создал серию Les Mésaventures de Pachydou для изданий SETL, а также рисовал для журналов L’Os à marrow, Le Hérisson, Paris Jour, Vaillant и Pilot.
В 1969 году он устроился в парижское издательство Journal des Pieds Nickelés и Trio, где он сначала был колористом у карикатуриста Рене Пелоса, пока издатель не доверил ему собственный проект для Pieds Nickelés, в котором он позже создал шесть альбомов.
В 1998—2004 годах он участвовал в фестивалях Du Dessin de Presse и D’Humour de Louviers, а в 1999 году стал лауреатом общественной премии.
Жак Калайджян прожил в Шелле более тридцати пяти лет, что повлияло на сценарий альбома Les Pieds Nickelés en voir de tous les couleurs, действие которого частично происходит в этом городе.